# Turbante

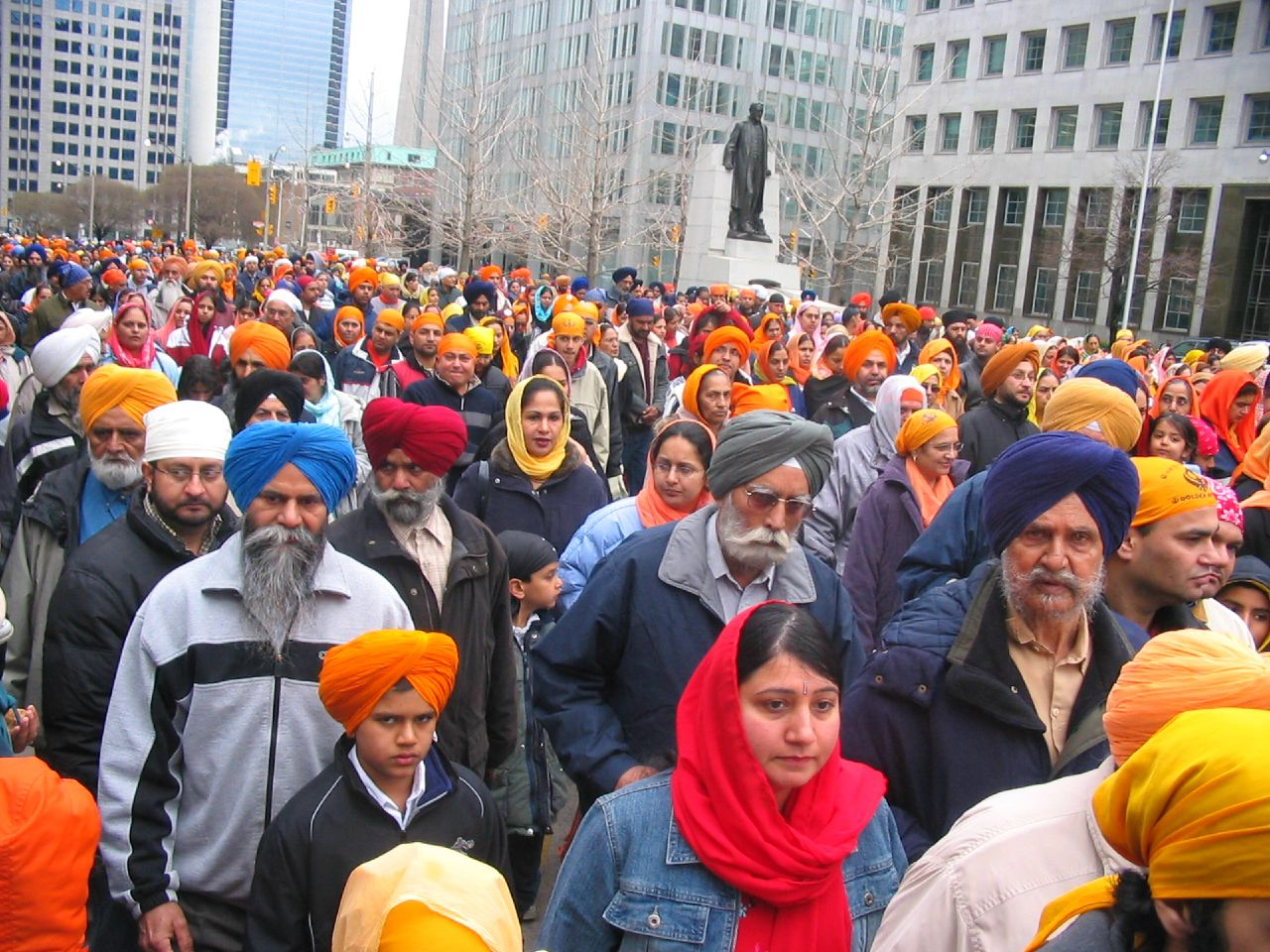
Sijs celebrando el vaisakhi, el año nuevo sij en Toronto. Todos los hombres deben usar turbante

El turbante (del persa دلبنت dulband, en turco tülbent) es un tocado que consta de una larga chalina enrollada alrededor de la cabeza o sobre un sombrero. Los turbantes pueden ser de muchas formas, tamaños y colores, aunque su longitud rara vez excede los cinco metros.
Los primitivos persas usaban un bonete cónico rodeado de tirillas de tela, los cuales se han considerado uno de los precedentes del turbante moderno. El turbante no se ha vuelto de uso común entre los turcos, pero sí lo fue entre los sultanes otomanos [cita requerida].

## En La India
Los rajputas del estado de Rajastán portan turbantes distintos, en hindi se les llama pagṛī (पगड़ी) o sāfā (साफ़ा). Existen muchas variantes y significados de esta prenda en Rajastán, en cuanto a tamaño, y pueden señalar la posición social de una persona. En diferentes partes de la India, están claramente diferenciados los estilos de turbante, como los que utilizan los campesinos, quienes solo usan una toalla alrededor de la cabeza.
La gente de Mysore y Kodagu portan turbantes llamados Mysore peta. Las personas beneméritas son honradas con un Mysore peta como premio en  ceremonia formal. En el distrito de Kodagu, los individuos lo usan en complemento de un atuendo tradicional en ocasiones especiales, como en las bodas.

## Cultura islámica
En la cultura islámica, el turbante (en árabe: عمامة imamah, en persa: دستار dastār, en Indostánico: साफ़ा سافا sāfā) es un importante elemento espiritual de la fe.[cita requerida] Los antiguos árabes los usaban y se enorgullecían de ellos;[cita requerida] el carecer de uno era humillante y el llamar a la puerta de un hombre sin turbante era considerado un insulto.[cita requerida] En la vida diaria, el turbante fue muy útil para protegerse de la arena del desierto, así como para aminorar los efectos de las altas temperaturas y la intensidad de la luz solar. En los actuales países del Golfo Pérsico, esta prenda ha sido reemplazada por la chalina blanca o roja (llamada keffiyeh, ghutrah o shumagh), aunque la tradición del turbante es aún fuerte en Omán (por ejemplo, el Sultán Haitham bin Tariq Al Said). En Sudán, se acostumbra llevar un turbante grande y blanco, el cual puede indicar alguna posición social determinada. Los líderes islámicos pueden ser vistos usando turbantes, en particular los eruditos del Chiismo, quienes se han vuelto famosos por ellos[cita requerida] (por ejemplo, el ayatolá Jomeini, Ali Khamenei, el cabecilla del Hezbolá Hasan Nasrallah y recién llegados a la escena mundial, como el Gran Ayatolá Ali al-Sistani). Estas cofias son usadas también por los estudiosos árabes y persas, donde el color negro es representativo de un sayyid, un descendiente del profeta Mahoma.
Los judíos de los países árabes a menudo, también llevan turbantes debido a la asimilación cultural. En las naciones del Subcontinente Indio, algunos musulmanes utilizan el turbante. En efecto, en Afganistán alguna vez los estudiantes fueron forzados a llevar puesto el turbante bajo la autoridad Talibán.

## En rastafari

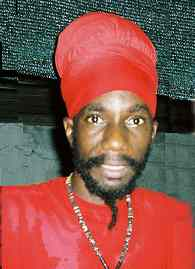
Rastafariano Sizzla llevando turbante

En el movimiento rastafari hay una rama de creyentes llamada "Bobo Shanti", fundada en la década de 1950 en Jamaica, que se visten turbantes.
No obstante, aparte de esa rama religiosa llamada "Bobo Shanti", muchos de los rastafaris portan turbantes en honor a Jah, Tafari Makonnen, ya que algunos creen que cuando eres capaz de hacerte un turbante (etíope normalmente) es que has obtenido mucha sabiduría; mientras más largo sea el pelo, más habrás vivido y por lo tanto más experiencias y sabiduría tendrás. También consideran que con el turbante es más fácil el contacto con el altísimo y llegar a la meditación.

## Estigma en contra de los turbantes
El uso de turbantes ha desencadenado algunos hostigamientos o crímenes de odio como consecuencia de los atentados del 11 de septiembre de 2001 y de la ignorancia de algunas personas. Asumieron que la gente que usaba turbantes eran musulmanes (relacionando la religión con el terrorismo)[cita requerida]. De hecho, los sijs (quienes no son musulmanes ni árabes) se han constituido como la mayoría de las personas que visten turbantes en el mundo occidental.

## El  turbante para la mujer africana
Según la forma en que la mujer lo ata pueden comunicar un tipo de mensaje o noticia. Los turbantes o "Gele" representaban para las mujeres africanas un medio de protección contra la intemperie y contra los espíritus sobrenaturales. Dichos espíritus se podían sentir atraídos, en especial, por algunas jóvenes esposas. En general, en África, según las creencias locales, se dice que además de representar la parte superior de una mujer, la cabeza también representa la puerta de entrada principal de todos los espíritus maléficos que se manifiestan en la vida de una persona.
En la época de la esclavitud, los turbantes se usaban para esconder semillas y monedas para la supervivencia. Históricamente las mujeres llevaban palanganas en las que transportaban comida y agua y usaban los turbantes para aligerar la carga sobre sus cabezas. Además de estos rituales, el turbante se ha convertido en el símbolo de la mujer africana, representando belleza, protección, sabiduría, respeto, orgullo e identidad. Lo llevan en todas las ocasiones de la vida diaria gracias a su versatilidad a distintos estilos de vestimenta. Aso-Oke, Brocade, Hayes, Damask y el paño son las materias con las que se pueden fabricar.
Estas prendas de carácter histórico y cultural, aunque a simple vista parecen idénticos, están presentes en varios estilos de foulard que, según la disposición sobre la cabeza de la mujer que lo lleva, describen su situación, clase social, clan y rango dentro de la sociedad. Como accesorio de belleza, el turbante se usa por primera vez por las mujeres yoruba, en la actualidad, una mujer yoruba que vista hoy con la ropa tradicional más importante (Buba) sin ponerse un turbante, es considerada una mujer sin glamour.
Según su creencia, los nudos del turbante significan jerarquía y saber. Cuando el nudo está a medio lado, se sincroniza con la ubicación del sol, por eso las palenqueras (grupo de mujeres que huyeron de la esclavización y de manera espontánea fueron tomando conciencia de grupo) piensan que van a vender todos el contenido de sus palanganas, y cuando el turbante tiene tres vueltas es una conmemoración a la madre, el padre y los hijos. El arte de atar un turbante se transmite de madre a hija puesto que demanda no solamente tiempo sino también paciencia.

## Turbantes en elmundo andino

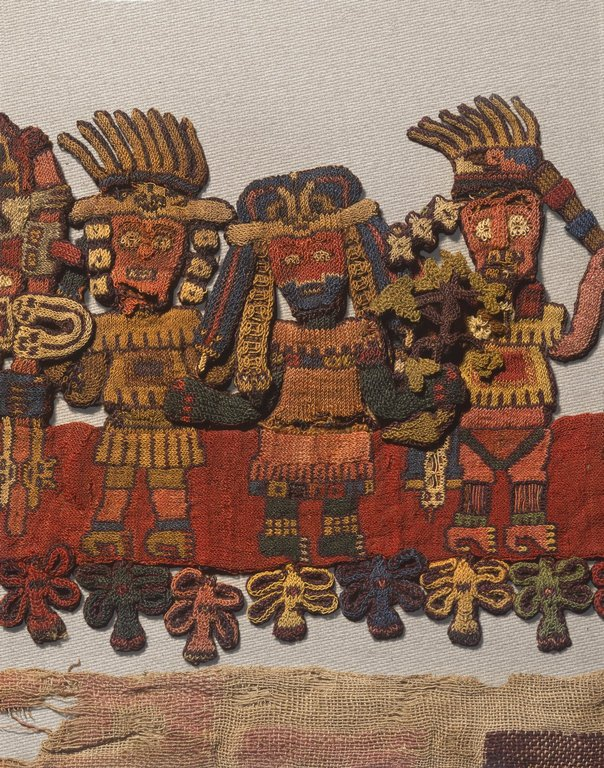
Detalle de personaje paracas vistiendo un turbante

Las civilizaciones andinas que habitaban la franja costera del Pacífico desarrollaron indumentarias semejantes a los turbantes del Viejo Mundo, en respuesta a un entorno árido y desértico. Los turbantes andinos solían estar ricamente decorados y podían incluir accesorios como plumas, prendedores e instrumentos utilitarios. Son especialmente conocidos los encontrados en Ica y el desierto de Atacama.